# Rouvres-en-Xaintois
Rouvres-en-Xaintois ist eine französische Gemeinde mit 262 Einwohnern (Stand: 1. Januar 2022) im Département Vosges in der Region Grand Est (bis 2015 Lothringen). Sie gehört zum Arrondissement Neufchâteau (bis 2024 Épinal) und ist Mitglied im Gemeindeverband Communauté de communes de Mirecourt Dompaire. Die Bewohner werden Roburiens und Roburiennes genannt.

## Geografie
Die Gemeinde Rouvres-en-Xaintois liegt im Süden des Xaintois, etwa 40 Kilometer nordwestlich von Épinal. Die Landschaft um Rouvres ist hügelig und durch Getreidefelder geprägt. Im Südwestzipfel hat die Gemeinde einen Anteil am Bois dessous Haye, weitere Waldgebiete liegen im Südosten (Bois Pransieux, Bois Brebière), in der Mitte (Bois du Chanot) und im Nordwesten (Le Breuilles) des Gemeindegebietes. In Rouvres mündet der Ruisseau du Groseillier in den Cochon, der über Val d’Arol und Madon zur Mosel abfließt und zum Einzugsgebiet des Rheins gehört, während der Südwesten des Gemeindeareals zum Einzugsgebiet der Maas zählt. Nachbargemeinden von Rouvres-en-Xaintois sind Oëlleville im Norden, Baudricourt im Osten, Remicourt im Südosten, Offroicourt im Süden, Gemmelaincourt im Südwesten sowie Dombasle-en-Xaintois und Ménil-en-Xaintois im Westen.

## Geschichte
Der Ort wurde 1109 erstmals als Ruver in einer Urkunde erwähnt. Seit 1801 führt die Gemeinde die Landschaftsbezeichnung im Namen. Im Ancien Régime gehörte das Dorf zur Vogtei Mirecourt. Die Herrschaft über Rouvres war geteilt: Teile des Ortes gehörten den Herren von Bassompierre in Baudricourt, ein kleiner Teil gehörte den Herren von Châtenois, die direkt dem König unterstanden. Auch der Abt von Chaumousey hatte in Rouvres herrschaftliche Rechte. In der Zeit der Französischen Revolution war Rouvres Hauptort des 6. Kantons im Distrikt Mirecourt. 1832 vergrößerte sich das Gemeindegebiet um ein Waldstück, das zuvor eine Enklave der Gemeinde Baudricourt war. Die Kirche, dem Heiligen Eliphius geweiht, war Teil des Dekanates Poussay innerhalb des Bistums Toul. Die heutige Kirche stammt aus dem Jahr 1856. Das Bürgermeister- und Knabenschulgebäude wurde 1833 errichtet, die Mädchenschule folgte 1836.

### Bevölkerungsentwicklung
| Jahr      | 1962 | 1968 | 1975 | 1982 | 1990 | 1999 | 2006 | 2015 | 2022 |
| --------- | ---- | ---- | ---- | ---- | ---- | ---- | ---- | ---- | ---- |
| Einwohner | 338  | 356  | 367  | 385  | 337  | 299  | 298  | 283  | 262  |

Im Jahr 1846 wurde mit 700 Bewohnern die bisher höchste Einwohnerzahl ermittelt. Die Zahlen basieren auf den Daten von cassini.ehess und INSEE.

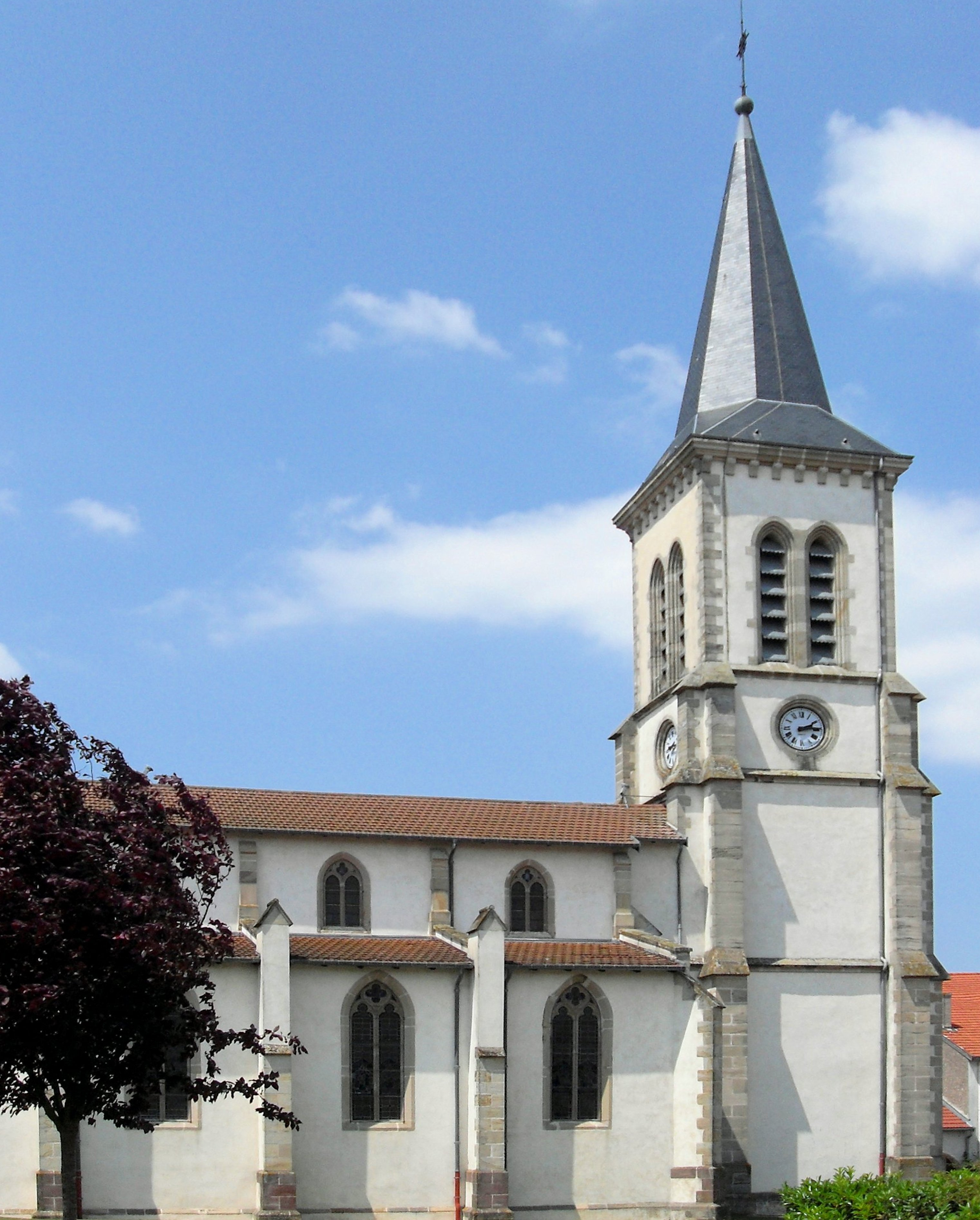
Kirche St. Eliphius

## Sehenswürdigkeiten
- Kirche St. Eliphius (Église Saint-Élophe)

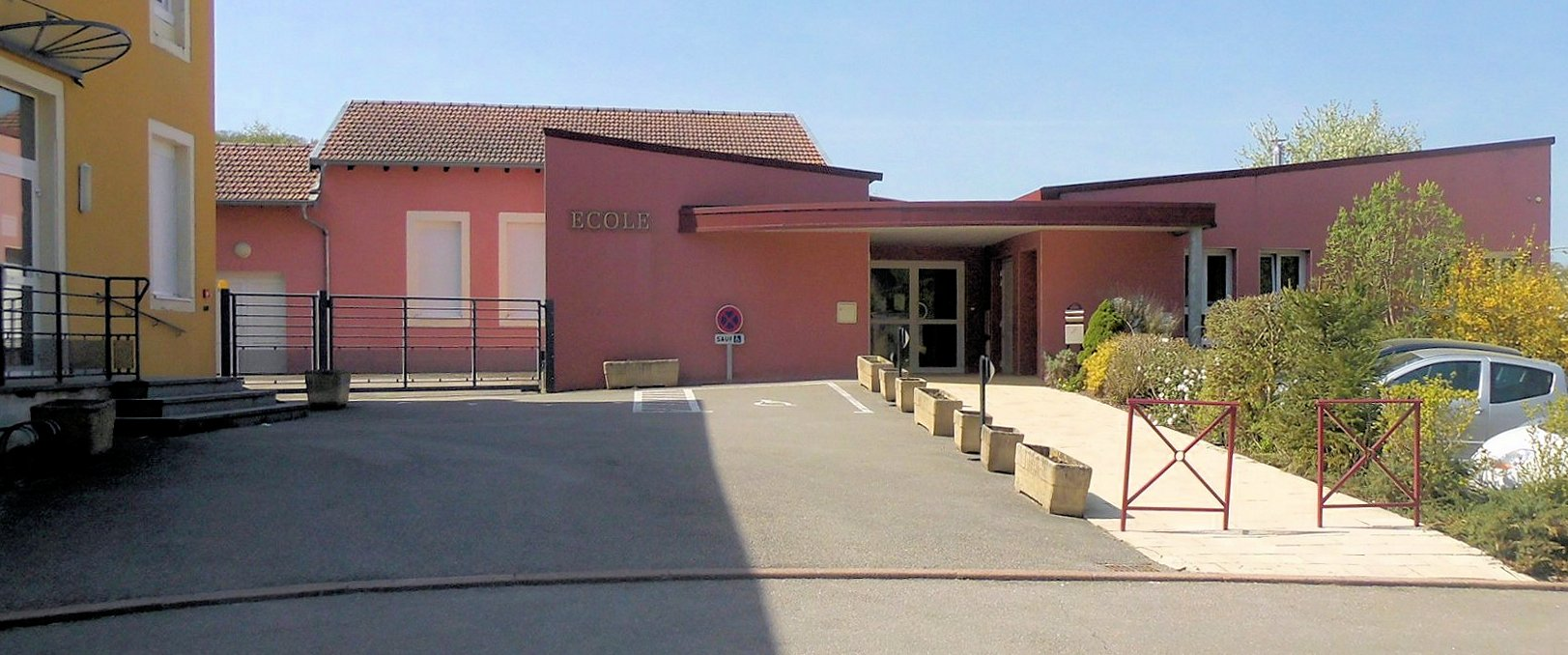
Schule
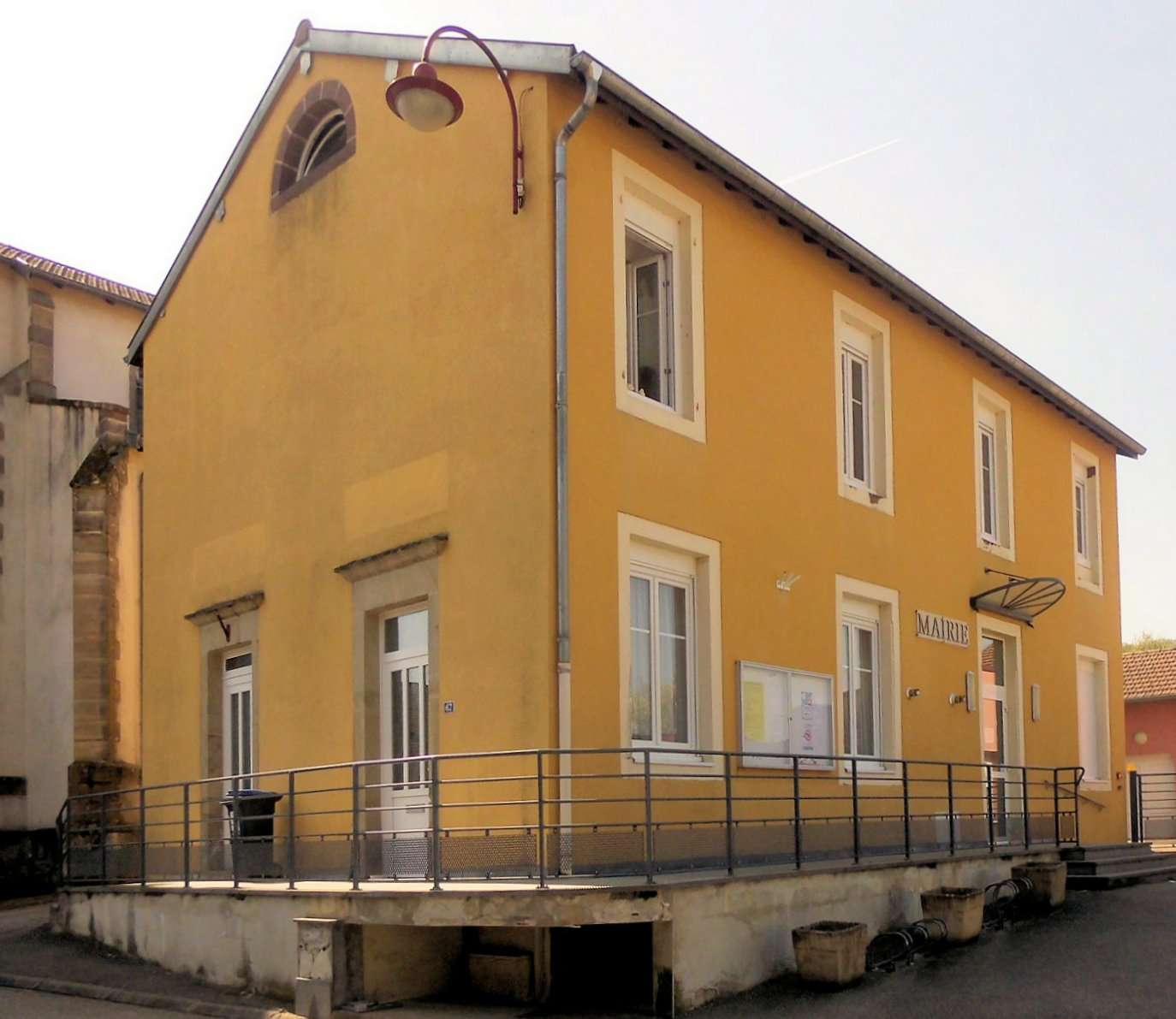
Mairie

## Wirtschaft und Infrastruktur
Die Landwirtschaft spielt in Rouvres und Umgebung nach wie vor eine Rolle. In der Gemeinde sind vier Landwirtschaftsbetriebe ansässig (Milchwirtschaft, Rinderzucht). Einige Einwohner sind Pendler in die Gewerbegebiete von Gironcourt-sur-Vraine und am Flughafen Épinal-Mirecourt. Die teilweise zweistreifig ausgebaute Schnellstraße (D 166) von Épinal über Mirecourt nach Neufchâteau umgeht Rouvres im Süden mit zwei Anschlüssen westlich und östlich des Dorfkerns. Straßenverbindungen bestehen auch in die Nachbargemeinden Offroicourt und Oëlleville.
Durch die Gemeinde Rouvres-en-Xaintois führt die Fernstraße D 166 von Neufchâteaus nach Épinal. 14 Kilometer westlich besteht ein Anschluss an die Autobahn 31 von Nancy nach Dijon. Der neun Kilometer östlich gelegene Bahnhof Mirecourt liegt an der Bahnstrecke Jarville-la-Malgrange–Mirecourt.

## Belege
1. ↑  Rouvres-en-Xaintois. (PDF; 100 kB) In: vosges-archives.com. Archiviert vom Original (nicht mehr online verfügbar) am 4. März 2016; abgerufen am 14. Juli 2011 (französisch).
2. ↑  Rouvres-en-Xaintois auf cassini.ehess
3. ↑  Rouvres-en-Xaintois auf insee.fr
4. ↑  Landwirtschaftsbetriebe auf annuaire-mairie.fr (französisch)